# デンソーカップサッカー
デンソーカップサッカー(英: DENSO CUP SOCCER)は、日本と韓国の大学選抜で行われるサッカーの定期戦であるDENSO CUP SOCCER 大学日韓(韓日)定期戦および、毎年春季に開催される大学サッカーの地域別対抗戦デンソーカップチャレンジサッカーの総称である。

## 概要
この大会は1986年に中京テレビ杯ヤングサッカーフェスティバル・大学生の部として開催されてきたものを1992年からデンソー（当時の社名は日本電装株式会社）が協賛して開催するようになった
。大会は大きく「デンソーカップチャレンジサッカー」と「大学日韓（韓日）定期戦（デンソーカップサッカー）」の2本立てで行われる。主催は日本サッカー協会と全日本大学サッカー連盟。

## デンソーカップチャレンジサッカー
2024年大会の場合

### 概要
- 全国を分けて競う。北海道選抜、北信越選抜、関東選抜B、中国選抜、四国選抜、九州選抜はプレーオフラウンドに出場し、本戦出場枠1をかけて競う。
- 本大会には、U-20全日本選抜、東北選抜、関東選抜A、東海選抜、関西選抜、プレーオフ優勝チーム、プレーオフ選抜、日本高校選抜が参加する。
- 過去には関西選抜がA、Bであったり、全日本大学選抜が参加することがあった。

### 試合方式
- 45分ハーフ。同点の場合は延長戦なしでPK戦で順位を決める。

### 結果
| 回 | 年度   | 優勝チーム                                   | 最優秀選手                                   | 開催地                                       |
| -- | ------ | -------------------------------------------- | -------------------------------------------- | -------------------------------------------- |
| 14 | 2000年 | 関西A                                        | 影山貴志                                     | 宮崎県綾町                                   |
| 15 | 2001年 | 関東A                                        | 羽生直剛                                     | 熊本県大津町                                 |
| 16 | 2002年 | 関西B                                        | 江添建次郎                                   | 香川県丸亀市                                 |
| 17 | 2003年 | 関東A                                        | 岩政大樹                                     | 大分県大分市                                 |
| 18 | 2004年 | 中国・四国                                   | 高橋大輔                                     | 宮崎県宮崎市                                 |
| 19 | 2005年 | 関東B                                        | 難波宏明                                     | 愛媛県新居浜市                               |
| 20 | 2006年 | 関東A                                        | 兵藤慎剛                                     | 高知県春野町                                 |
| 21 | 2007年 | 関東A                                        | 高崎寛之                                     | 長崎県島原市                                 |
| 22 | 2008年 | 東海・北信越                                 | 東口順昭                                     | 宮崎県宮崎市                                 |
| 23 | 2009年 | 関西A                                        | 西岡謙太                                     | 鹿児島県南さつま市                           |
| 24 | 2010年 | 東海・北信越                                 | 森本良                                       | 宮崎県西都市                                 |
| 25 | 2011年 | 全日本                                       | 山村和也                                     | 大阪府堺市                                   |
| 26 | 2012年 | 全日本                                       | 泉澤仁                                       | 宮崎県宮崎市                                 |
| 27 | 2013年 | 関西                                         | 工藤光輝                                     | 長崎県島原市                                 |
| 28 | 2014年 | 全日本                                       | 福島春樹                                     | 宮崎県西都市                                 |
| 29 | 2015年 | 全日本                                       | 木本恭生                                     | 広島県全域                                   |
| 30 | 2016年 | 関西                                         | 出岡大輝                                     | 宮崎県全域                                   |
| 31 | 2017年 | 関東A                                        | 守田英正                                     | 愛知県刈谷市                                 |
| 32 | 2018年 | 関東B・北信越                                | 小野原和哉                                   | 熊本県大津町                                 |
| 33 | 2019年 | 全日本                                       | なし                                         | 大阪府全域                                   |
| 34 | 2020年 | 新型コロナウイルスの感染拡大の影響により中止 | 新型コロナウイルスの感染拡大の影響により中止 | 新型コロナウイルスの感染拡大の影響により中止 |
| 35 | 2021年 | 関東A                                        | 山原怜音                                     | 埼玉県熊谷市                                 |
| 36 | 2022年 | 関東B                                        | 近藤壱成                                     | 福島県                                       |
| 37 | 2023年 | 関西                                         | 美藤倫                                       | 茨城県ひたちなか市                           |
| 38 | 2024年 | 関東B                                        | 中川敦瑛                                     | 福島県楢葉町、広野町                         |
| 39 | 2025年 | 関東A                                        | 山市秀翔                                     | 静岡県御殿場市                               |

## 大学日韓（韓日）定期戦・日韓大学対抗戦（デンソーカップサッカー）

### 歴史
以前チャレンジカップ終了直後に開催していた学生東西対抗戦を1996年で発展解消して、1997年から2002年ワールドカップ・日韓大会の開催を記念して「日韓大学対抗戦」と銘打って開催されるようになった。韓国の学生サッカー選抜チームを招いて、日本からはデンソーカップチャレンジサッカーの優秀選手による選抜チームが出場する。2004年からは1年おきに日本と韓国で開催する定期戦（原則春季の3月、ないしは4月開催、ただし2005年、は竹島の日に絡む日韓関係の緊張から開催（韓国ホーム）は一時凍結されていたが、12月に開催）として開催され、2023年からは男子のほかに女子選抜の対抗戦ならびに男子新人戦（日本からは前年の新人戦優勝チームが出場）を開催し、男子の定期戦はこれまでの年1回から2回へ開催が増えることとなった。

### 試合方式
45分ハーフ。同点の場合15分ハーフの延長戦（ゴールデンorシルバーゴール方式ではない）を行う。決着が付かなければ引き分け。

### 結果

#### 男子
日韓大学対抗戦の通算対戦成績： 日本4勝  韓国3勝
| 開催日        | ホーム国 | 結果  | アウェイ国 | 競技場             |
| ------------- | -------- | ----- | ---------- | ------------------ |
| 1997年4月13日 | 日本     | 1 - 0 | 韓国       | 西が丘サッカー場   |
| 1998年4月12日 | 日本     | 0 - 1 | 韓国       | 国立競技場         |
| 1999年4月11日 | 日本     | 0 - 1 | 韓国       | 国立競技場         |
| 2000年4月9日  | 日本     | 4 - 1 | 韓国       | 横浜国際総合競技場 |
| 2001年4月8日  | 日本     | 2 - 0 | 韓国       | 横浜国際総合競技場 |
| 2002年4月7日  | 日本     | 3 - 2 | 韓国       | 国立競技場         |
| 2003年4月6日  | 日本     | 0 - 1 | 韓国       | 国立競技場         |

大学日韓（韓日）定期戦の通算対戦成績： 日本12勝  韓国8勝 (2引き分け)
| 回 | 開催日        | ホーム国                                     | 結果                                         | アウェイ国                                   | 競技場                                       |
| -- | ------------- | -------------------------------------------- | -------------------------------------------- | -------------------------------------------- | -------------------------------------------- |
| 1  | 2004年4月4日  | 日本                                         | 3 - 2                                        | 韓国                                         | 国立競技場                                   |
| 2  | 2005年12月4日 | 韓国                                         | 2 - 1                                        | 日本                                         | 議政府総合競技場                             |
| 3  | 2006年3月26日 | 日本                                         | 4 - 2                                        | 韓国                                         | 埼玉スタジアム2002                           |
| 4  | 2007年3月25日 | 韓国                                         | 3 - 0                                        | 日本                                         | 安養総合運動場                               |
| 5  | 2008年3月23日 | 日本                                         | 3 - 1                                        | 韓国                                         | 国立競技場                                   |
| 6  | 2009年3月29日 | 韓国                                         | 3 - 1                                        | 日本                                         | 安養総合運動場                               |
| 7  | 2010年3月28日 | 日本                                         | 1 - 1                                        | 韓国                                         | 国立競技場                                   |
| 8  | 2011年3月27日 | 韓国                                         | 2 - 2                                        | 日本                                         | 安養総合運動場                               |
| 9  | 2012年3月25日 | 日本                                         | 2 - 1                                        | 韓国                                         | 国立競技場                                   |
| 10 | 2013年3月24日 | 韓国                                         | 2 - 0                                        | 日本                                         | 安養総合運動場                               |
| 11 | 2014年3月29日 | 日本                                         | 6 - 0                                        | 韓国                                         | 等々力陸上競技場                             |
| 12 | 2015年3月29日 | 韓国                                         | 2 - 1                                        | 日本                                         | 華城総合競技タウン                           |
| 13 | 2016年3月20日 | 日本                                         | 2 - 1                                        | 韓国                                         | 等々力陸上競技場                             |
| 14 | 2017年3月12日 | 韓国                                         | 2 - 1                                        | 日本                                         | パジュ・スタジアム                           |
| 15 | 2018年3月18日 | 日本                                         | 4 - 3                                        | 韓国                                         | 柏の葉公園総合競技場                         |
| 16 | 2019年3月17日 | 韓国                                         | 2 - 1                                        | 日本                                         | トンヨン公設運動場                           |
| 17 | 2020年        | 新型コロナウイルスの感染拡大の影響により中止 | 新型コロナウイルスの感染拡大の影響により中止 | 新型コロナウイルスの感染拡大の影響により中止 | 新型コロナウイルスの感染拡大の影響により中止 |
| 18 | 2021年        | 新型コロナウイルスの感染拡大の影響により中止 | 新型コロナウイルスの感染拡大の影響により中止 | 新型コロナウイルスの感染拡大の影響により中止 | 新型コロナウイルスの感染拡大の影響により中止 |
| 19 | 2022年6月25日 | 日本                                         | 5 - 0                                        | 韓国                                         | レモンガススタジアム平塚                     |
| 20 | 2022年9月17日 | 韓国                                         | 3 - 2                                        | 日本                                         | 安養総合運動場                               |
| 21 | 2023年3月21日 | 日本                                         | 1 - 0 レポート (JFA)                         | 韓国                                         | 浦和駒場スタジアム                           |
| 22 | 2023年9月24日 | 韓国                                         | 1 - 2 レポート (JUFA)                        | 日本                                         | 安養総合運動場                               |
| 23 | 2024年3月24日 | 韓国                                         | 0 - 2 レポート (JUFA)                        | 日本                                         | 安養総合運動場                               |
| 24 | 2025年3月20日 | 日本                                         | 1 - 0 レポート (JUFA)                        | 韓国                                         | Uvanceとどろきスタジアム by Fujitsu          |

#### 女子
大学女子日韓（韓日）定期戦の通算対戦成績： 日本3勝  韓国0勝
| 回 | 開催日        | ホーム国 | 結果                  | アウェイ国 | 競技場                    |
| -- | ------------- | -------- | --------------------- | ---------- | ------------------------- |
| 1  | 2023年3月21日 | 日本     | 4 - 1 レポート (JFA)  | 韓国       | ブリオベッカ浦安競技場    |
| 2  | 2024年3月23日 | 韓国     | 1 - 4 レポート (JUFA) | 日本       | 孝昌運動場                |
| 3  | 2025年3月9日  | 日本     | 4 - 0 レポート (JUFA) | 韓国       | 高円宮記念JFA夢フィールド |

#### 新人戦
大学日韓（韓日）新人戦の通算対戦成績： 日本2勝  韓国0勝 (1引き分け)
| 回 | 開催日        | ホーム国   | 結果                  | アウェイ国 | 競技場                 |
| -- | ------------- | ---------- | --------------------- | ---------- | ---------------------- |
| 1  | 2023年3月21日 | 筑波大学   | 5 - 1 レポート (JFA)  | 仁川大学校 | ブリオベッカ浦安競技場 |
| 2  | 2024年3月23日 | ⿓仁⼤学校 | 2 - 2 レポート (JUFA) | 早稲田大学 | 孝昌運動場             |
| 3  | 2025年3月19日 | 国士舘大学 | 1 - 0 レポート (JUFA) | 鮮文⼤学校 | ブリオベッカ浦安競技場 |